# Frank Rosolino
Frank Rosolino (* 20. August 1926 in Detroit, Michigan; † 26. November 1978 in Van Nuys, Kalifornien) war ein US-amerikanischer Jazz-Posaunist, der vor allem als Solist bei Stan Kenton bekannt ist. Er hatte einen Ruf als exzellenter Techniker auf seinem Instrument.

## Leben und Wirken
Mit neun Jahren begann er mit Gitarrenunterricht bei seinem Vater und mit 14 Posaune zu lernen. Als Jugendlicher spielte er im anspruchsvollen Cass Tech Symphony Orchestra seiner Heimatstadt (wo auch Donald Byrd angefangen hatte) und spielte nach einer Zeit als Soldat in einer Army Band im Zweiten Weltkrieg (in Deutschland und auf den Philippinen bis 1946) in den Big Bands von Bob Chester, Glen Gray, Tony Pastor, Georgie Auld, Herbie Fields und Gene Krupa (wo er auch mit Scat-Gesang zu hören ist, so auf Lemon Drop) sowie mit eigener Gruppe in Detroit. Er spielte Bebop u. a. mit Dizzy Gillespie, Charlie Parker und war ohne weiteres in der Lage, dem teilweise hohen Tempo dieser Stilrichtung mit seinem Instrument zu folgen. 1952 bis 1954 spielte er in der Stan Kenton Bigband, in der er durch seine Soli bekannt wurde, wie auf dessen Album New Concepts of Artistry in Rhythm (auch noch 1955 spielte er mit der Studioband von Kenton).
Danach zog er nach Los Angeles, arbeitete als Studiomusiker und spielte regelmäßig von 1954 bis 1960 bei Howard Rumseys Lighthouse All Stars (wie auch zeitweise Shorty Rogers, Shelly Manne, Conte Candoli). Er nahm unter eigenem Namen für Mode auf und arbeitete u. a. mit Terry Gibbs (in dessen Dream Band 1959/60, 1962), Dexter Gordon, Zoot Sims, Sonny Stitt, Buddy Rich, Sarah Vaughan, Max Roach. In den 1960er Jahren spielte er u. a. zwei Jahre in der TV-Show von Steve Allen, wo er auch komödiantische Einlagen hatte. In den 1970er Jahren spielte er mit der Soul-Bläserband Tower of Power, tourte mit Supersax von Med Flory, spielte mit Conte Candoli (Welt-Tournee 1973, 1975) und in der Japan-Tournee von Quincy Jones. Er war auch 1974 mit Benny Carter in den USA auf Tour und tourte in Europa u. a. mit Peter Herbolzheimers Bigband. Er nahm auch mit einem niederländischen Symphonieorchester ein ihm vom Komponisten Jerry van Rooyen gewidmetes Stück mit dem Titel Violet auf.
Seine dritte Frau beging 1972 Selbstmord und hinterließ ihm ihre zwei gemeinsamen Söhne. 1978 schoss Rosolino auf seine beiden Söhne im Bett und tötete sich danach mit einem Kopfschuss. Einer der Söhne überlebte trotz Kopfschuss (blieb aber blind). Im Jahr seines Todes spielte er auf der Supersax-LP Dynamite das Stück Gloomy Sunday und trat noch im September – scheinbar bestens gelaunt – mit Harry Pepl und dem Fritz Pauer Trio im Wiener Jazzland auf.

## Spielstil
Frank Rosolino ist bekannt für seine exorbitant schnelle Technik, nicht nur in den "bequemen Lagen". Er beherrschte die obere Lage des Instruments jenseits der Perfektion. Besonders in den späteren Jahren hat er immer recht brachiale Solos gespielt, die eher durch Kraft als durch Feinheit glänzten. Stilistisch hat er eine neue, eigene Richtung angefangen.

## Sammlung
- Bob Cooper, Bill Holman & Frank Rosolino – Kenton Presents Jazz (1954-55). Mosaic 1999 – 4 CDs mit Charlie Mariano, Sam Noto, Claude Williamson, Curtis Counce, Stan Levey, Bill Holman arr, Pete Jolly, Max Bennett – Rest der Sammlung bei Bob Cooper & Bill Holman